# Krty-Hradec
Krty-Hradec é uma comuna checa localizada na região da Boêmia do Sul, distrito de Strakonice.